# ビョルン・カイペルス
ビョルン・カイペルス（「ビョルン・カイパース」とも、オランダ語: Björn Kuipers、オランダ語発音: [ˈbjɵrn ˈkœypərs] ; 1973年3月28日 - ）は、オランダ・オルデンザール出身の元サッカー審判員。2006年から国際サッカー連盟 (FIFA) 登録の国際審判員として活動している。また、2009年からは欧州サッカー連盟 (UEFA) エリートメンバーとしても活動している。副審のサンダー・ヴァン・ルーケルとアーウィン・ゼインストラと共に審判団を組むことが多い。スーパーマーケットのオーナーでもあるカイペルスは、 2011 UEFAスーパーカップ、 2013 UEFAヨーロッパリーグ決勝、 2013 FIFAコンフェデレーションズカップ決勝、 2014 UEFAチャンピオンズリーグ決勝、 2017 FIFA U-20ワールドカップ決勝、2018 UEFAヨーロッパリーグ決勝など、いくつかの権威ある国際大会の決勝の審判を担当している。

## 審判としてのキャリア

### 国内でのキャリア
審判としてカイペルスのデビューは2002年9月20日に行われたオランダ2部・エールステ・ディヴィジのSCテルスターとMVV（ラボバンク・アイモンド・スタディオン）の一戦であった。その後、オランダサッカー協会（KNVB）の審判Aリストに登録され、2005年からはオランダのトップカテゴリであるエールディヴィジで審判を務めている。国内レベルでは、エールステ・ディヴィジ、KNVBカップ、ヨハン・クライフ・スハールの審判としていくつかの重要な試合を監督している。
カイペルスは、 2009年7月25日にアムステルダムのアムステルダム・アリーナでヘーレンフェーンとAZの間で行われたヨハン・クライフ・スハール2009の主審を担当。2012年8月5日にはアムステルダムのアムステルダム・アリーナで行われたPSVアイントホーフェンとアヤックスのヨハンクライフシャール2012の主審を担当、キャリアとして2回目のスーパーカップ主審担当となった。
KNVBカップ決勝は2013年5月9日にロッテルダム・フェイエノールト・スタディオンで行われたAZ対PSVアイントホーフェン戦、2016年4月24日にロッテルダム・デクイップでのフェイエノールト対ユトレヒトの2試合を担当している。

### 国際的なキャリア

#### 2006-2012年
カイペルスは、2006年に国際サッカー連盟 (FIFA) の国際審判員に登録。キャリア初期ではUEFA U-17欧州選手権やUEFA U-21欧州選手権など、育成年代の試合を担当。2009年6月に欧州サッカー連盟 (UEFA)エリートの審判グループに加わり、ヨーロッパのサッカー界で最高レベルの審判になる資格を得た。それ以降、カイペルスはUEFAヨーロッパリーグ、 UEFAチャンピオンズリーグ、 FIFAクラブワールドカップ、 FIFA U-20ワールドカップ、 UEFA欧州選手権、 FIFAコンフェデレーションズカップ、 FIFAワールドカップなどの主要なトーナメントでいくつかのビッグマッチを担当している。  
国際審判員としての初期のキャリアでは、2006年5月14日にルクセンブルグで開催された2006 UEFA U-17欧州選手権決勝のチェコ対ロシアの試合と、2009年6月29日にスウェーデンで開催された2009 UEFA U-21 欧州選手権決勝のドイツとイングランドの試合を担当した。
2010年12月14日にはアブダビのアル・ジャジーラ・ムハンマド・ビン・ザーイド・スタジアムで行われたFIFAクラブワールドカップ2010準決勝・マゼンベ対インテルナシオナルの主審を担当。さらに2011年8月26日にはモナコのスタッド・ルイ・ドゥで行われた2011 UEFAスーパーカップ・バルセロナ対ポルト戦を担当し、初めてヨーロッパの主要大会の決勝戦を担当した 。

#### 2012-2014年
UEFA EURO 2012では、ポズナンのシュタディオン・ミエスキ（ポズナン市立競技場）で行われたグループC・アイルランド対クロアチアと、ドネツィクのドンバス・アリーナで行われたグループD・ウクライナ対フランスの試合を担当。ウクライナ対フランスの試合では、激しい雷雨のために試合を中断するという判断を下した 。
2013年5月15日には、アムステルダムのアムステルダム・アレナで行われたUEFAヨーロッパリーグ 2012-13 決勝・ベンフィカ対チェルシーの一戦を担当、UEFAチャンピオンズカップ 1990-91決勝を担当したイタリアのトゥリオ・ラネーゼ以来2人目となる「母国開催のUEFAクラブコンペティションの決勝で主審を務めた人物」となった 。

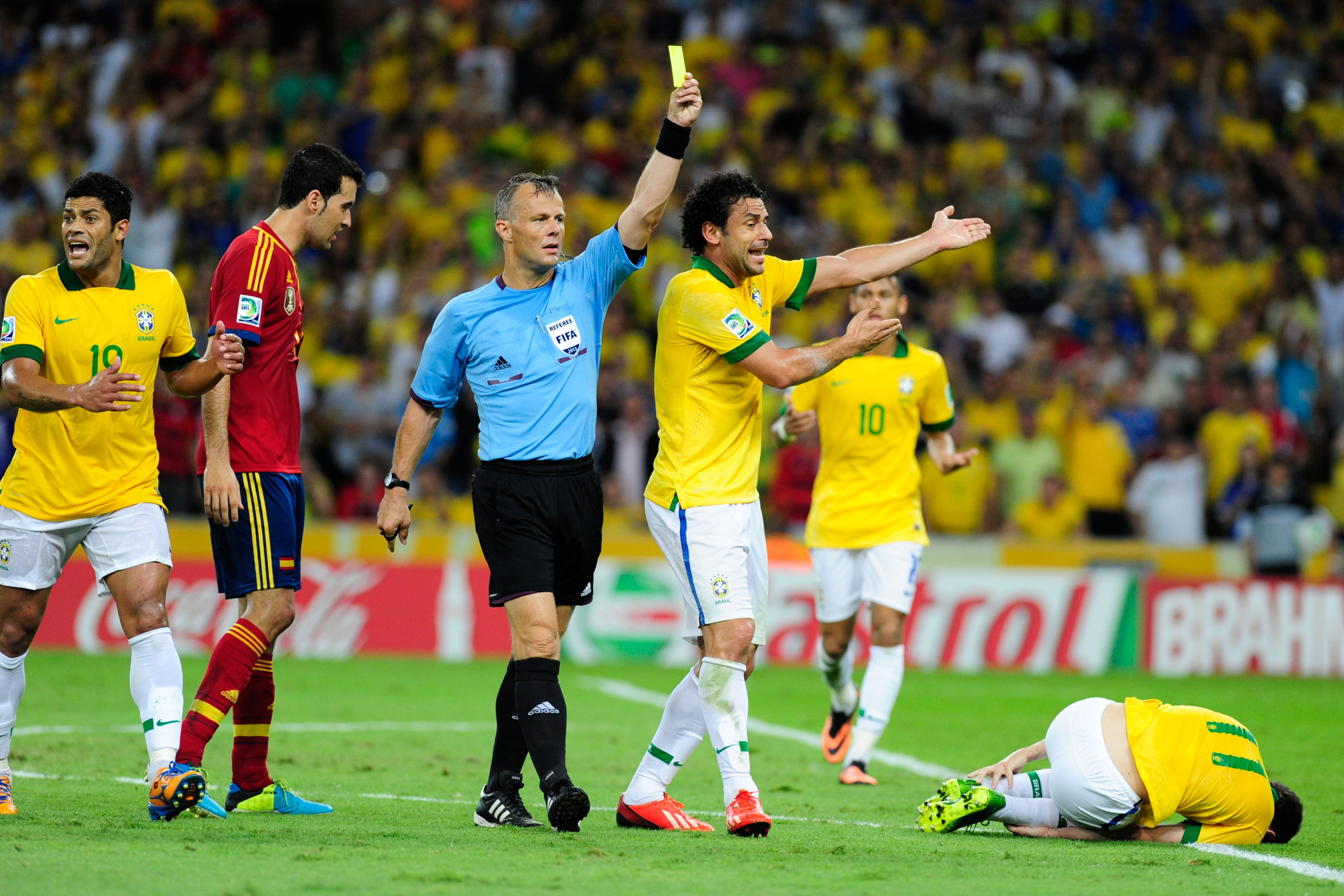
2013FIFAコンフェデレーションズカップ中のカイペルス

ブラジルで行われたFIFAコンフェデレーションズカップ2013では、サルヴァドールのアレーナ・フォンチ・ノヴァで行われたグループB・ナイジェリアとウルグアイの一戦を担当。さらに同年6月30日にリオデジャネイロのエスタジオ・ド・マラカナンで開催されたブラジルとスペインの間で行われた決勝を担当した 。
2014年は5月24日にリスボンのエシュタディウ・ド・スポルト・リジュボア・エ・ベンフィカで開催された、2014UEFAチャンピオンズリーグ決勝・レアル・マドリード対アトレティコ・マドリードのマドリーダービーを担当 。オランダ人としてはレオ・ホーン（1957年/1962年）、チャールズ・コルファ（1978年）、ディック・ヨル（2001年）に続いて4人目となるUEFAチャンピオンズリーグ決勝の担当審判となった 。
2014年FIFAワールドカップでは、マナウス・アレーナ・アマゾニアでのグループD・イングランド対イタリア戦と、サルバドール・アレーナ・フォンチ・ノヴァでのグループE・スイス対フランスの試合を担当。さらに2014年6月28日にはリオデジャネイロ・エスタディオ・ド・マラカナンで行われたラウンド16・コロンビア対ウルグアイの試合 を担当した。

#### 2014年-現在

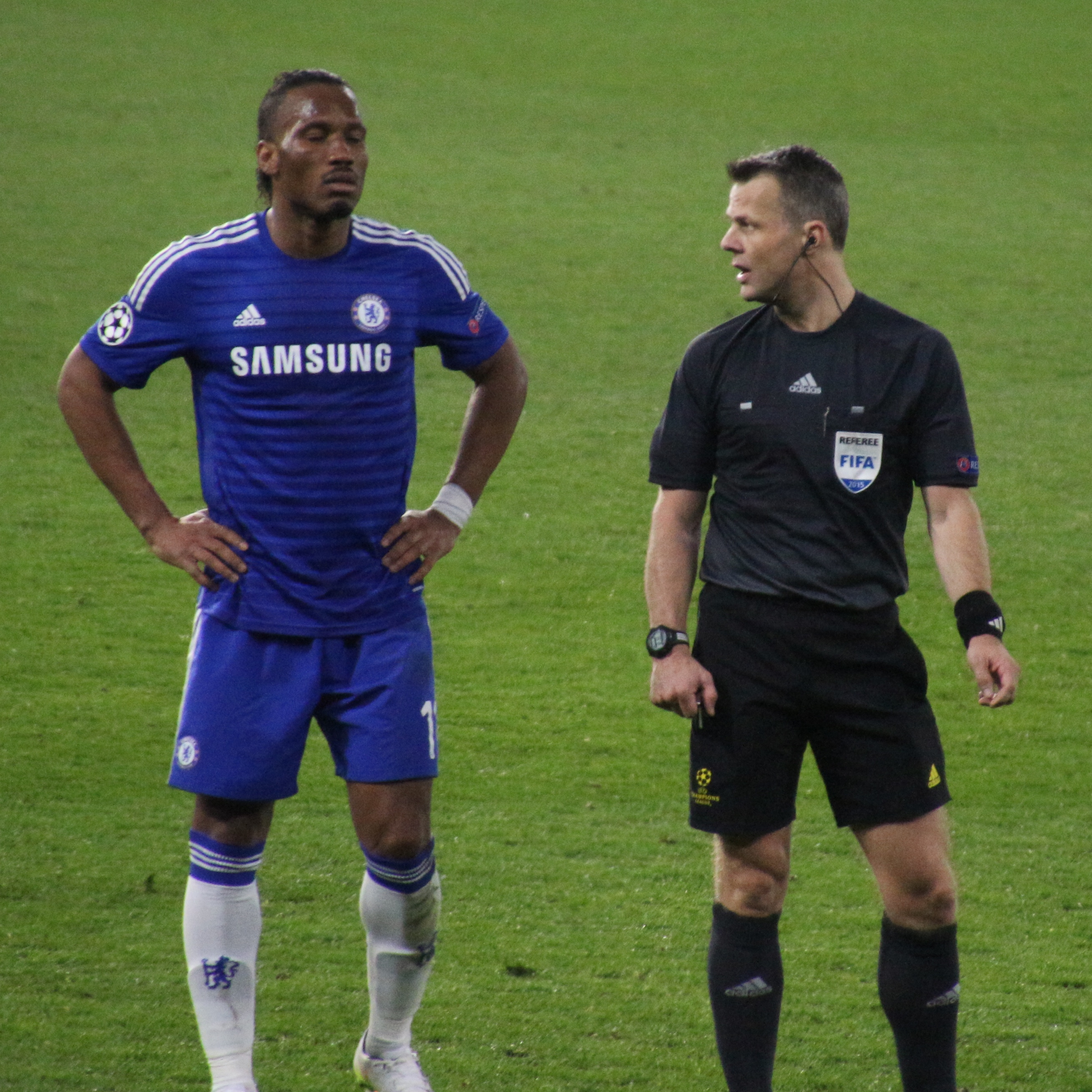
パリ・サンジェルマンとチェルシーのチャンピオンズリーグの試合を審判するカイペルス、2015年3月

UEFA EURO 2016では、サン・ドニのスタッド・ド・フランスで行われたグループC・ドイツ対ポーランドと、ボルドーのヌーヴォ・スタッド・ド・ボルドーで行われたグループD・クロアチア対スペインを担当。その後、2016年7月3日にスタッド・ド・フランスで行われた準々決勝・フランス対アイスランドの試合を担当した。
2017年には韓国・水原ワールドカップ競技場で行われた2017 FIFA U-20ワールドカップ決勝・ベネズエラ対イングランドを担当し、初めてFIFA主催大会の決勝戦を担当。2018年5月16日にはリヨンのスタッド・デ・リヨンで開催されたUEFAヨーロッパリーグ 2017-18 決勝・マルセイユ対アトレティコ・マドリードを担当、2回目のUEFAヨーロッパリーグ決勝戦担当となった。  
ロシアで行われた2018FIFAワールドカップでは、エカテリンブルグ・セントラルスタジアムで行われたグループA・エジプト対ウルグアイと、サンクトペテルブルクのサンクトペテルブルク・スタジアムで行われたグループE・ブラジル対コスタリカの試合を担当。さらに、2018年7月1日にモスクワのルジニキ・スタジアムで行われたラウンド16・スペイン対ロシアの試合を担当し 、2018年7月7日にサマーラのサマーラ・アリーナで行われた準々決勝・スウェーデン対イングランドの試合も担当した 。カイペルスは、決勝戦では第4の審判員を担当した。 

## FIFAワールドカップ
| 2014 FIFAワールドカップ–ブラジル | 2014 FIFAワールドカップ–ブラジル | 2014 FIFAワールドカップ–ブラジル | 2014 FIFAワールドカップ–ブラジル |
| 日付                             | 対戦カード                       | 会場                             | ラウンド                         |
| -------------------------------- | -------------------------------- | -------------------------------- | -------------------------------- |
| 2014年6月14日                    | イングランド– イタリア           | マナウス                         | グループステージ                 |
| 2014年6月20日                    | スイス– フランス                 | サルバドール                     | グループステージ                 |
| 2014年6月28日                    | コロンビア– ウルグアイ           | リオデジャネイロ                 | ラウンド16                       |
| 2018 FIFAワールドカップ–ロシア   |                                  |                                  |                                  |
| 日付                             | 対戦カード                       | 会場                             | ラウンド                         |
| 2018年6月15日                    | エジプト– ウルグアイ             | エカテリンブルク                 | グループステージ                 |
| 2018年6月22日                    | ブラジル– コスタリカ             | セントピーターズバーグ           | グループステージ                 |
| 2018年7月1日                     | スペイン– ロシア                 | モスクワ                         | ラウンド16                       |
| 2018年7月7日                     | スウェーデン– イングランド       | サマラ                           | 準々決勝                         |

## 私生活
ビョルン・カイペルスは、1973年3月28日にオランダのオルデンザールで生まれた。父親はアマチュアのサッカー審判であった。カイペルスは、ナイメーヘン・ラドバウド大学で経営学を学び、審判員の活動と共に、故郷のオルデンザールにあるスーパーマーケットチェーン「ジャンボ・カイペルス」（Jumbo Kuipers）の共同オーナーとしても知られる。